# Tom Malchow
Thomas „Tom“ Malchow (* 18. August 1976 in St. Paul, Minnesota) ist ein ehemaliger US-amerikanischer Schwimmer.
Bei den Olympischen Spielen 1996 in Atlanta gewann er die Silbermedaille über 200 m Schmetterling. Diesen Erfolg konnte er bei den Olympischen Spielen 2000 in Sydney noch übertreffen, als er über die gleiche Strecke Olympiasieger wurde.